# Arnaud de Toroge

Großmeisterwappen Arnauds de Toroge

Arnaud de Toroge, auch Arnau de Torroja, Alain de Turris Rubea oder Arnold von Toroga (* um 1118; † 30. September 1184 in Verona) war ab 1179 der neunte Großmeister des Templerordens.

## Leben
Arnaud stammte aus Katalonien und war ein jüngerer Sohn des Bernat Ecard de Torroja, Herr der Burg Torroja in der heutigen spanischen Provinz Tarragona. Seine Brüder waren Ramon-Berenguer, Herr von Torroja, Guillem, Erzbischof von Tarragona, und Pere, Bischof von Saragossa. Um 1162 trat Arnaud in den Templerorden und wurde wenige Jahre später Meister der Templer-Ordensprovinzen Aragonien und Provence. Er hatte dieses Amt inne, bis er 1179 zum Großmeister gewählt wurde. Er hatte dort erfolgreich für die Könige von Aragonien und Portugal in der Reconquista gegen die Mauren gekämpft.

### Konflikt mit Hospitalitern
Während seiner Amtszeit erreichte der Einfluss des Hospitaliteroderns einen neuen Höhepunkt. Schon zuvor hatte es Spannungen zwischen Templern und Hospitalitern gegeben, doch die steigende Bedrohung durch die Expansion Sultan Saladins drängte die Orden zur Verständigung. Die beiden Großmeister trafen sich schließlich auf Vermittlung von Papst Lucius III. und König Balduin IV. von Jerusalem und legten ihre Streitigkeiten vorerst bei.
Arnaud war ein begabter Diplomat, der geschickt zwischen den einzelnen politischen Gruppen vermittelte. Nach wiederholten Überfällen des Barons von Karak, Rainald von Chatillon, auf muslimische Karawanen 1181 und 1182 gelang es ihm, die Wahrung des Friedens mit Saladin zu verhandeln.

### Europareise
1184 reiste Arnaud gemeinsam mit Heraclius von Caesarea, dem Patriarchen von Jerusalem, und Roger de Moulins, dem Großmeister der Hospitaliter nach Europa, um Hilfe bei der Verteidigung des Königreichs Jerusalem gegen Saladin zu organisieren. Die Gesandtschaft reiste nach Verona, wo sie von Papst Lucius III. und Kaiser Friedrich Barbarossa empfangen wurden. Bereits während der Überfahrt war Arnaud erkrankt und starb in Verona am 30. September 1184. Die Gesandtschaft reiste ohne ihn weiter zu den Königen Philipp II. von Frankreich und Heinrich II. von England. Die angestrebte Unterstützung aus Europa kam letztlich nicht, und Jerusalem fiel 1187 nach der Schlacht bei Hattin in die Hände Saladins.

## Mögliches Grab
2016 stieß man bei der Renovierung einer Mauer des Friedhofs der Kirche San Fermo Maggiore in Verona auf einen Sarkophag aus Sandstein mit verwitterten Inschriften aber je einem in den Stein gemeißelten Templerkreuz am oberen und unteren Ende, dessen Gestaltung mit einer Spitze am Ende des unteren Arms (Croix pattée fichée) auf einen dort begrabenen hochrangigen Templer hinweist. Nach einer vorläufigen Analyse handelt es sich bei den Überresten um die eines älteren Mannes. Daneben deuten Reste eines fein gewebten Seidenkleides auf den hohen Rang des Bestatteten hin. Eine Radiokarbon-Analyse der Knochen und der Seide wurde ergab eine Datierung zwischen 1020 und 1220. Aktuell laufen weitere wissenschaftliche Untersuchungen, insbesondere seit 2018 eine DNA-Vergleichsanalyse mit den Gebeinen seines Bruders Guillem de Torroja, Erzbischof von Tarragona, die in der Kathedrale von Tarragona erhalten sind, die belegen sollen, dass es sich bei dem dort Bestattetem um Großmeister de Toroge handele. Sollte sich diese Vermutung bestätigen, wäre dies die einzige entdeckte und bekannte Grablege eines Großmeisters der Templer.